# Зависть (роман Олеши)
«Зависть» — роман, написанный Юрием Олешей в 1927 году. Произведение, рассказывающее о драме интеллигента, который оказывается «лишним человеком» в послереволюционной России, впервые опубликовано в журнале «Красная новь» (1927).
Роман, вызвавший многочисленные дискуссии в литературоведении, стал основой для пьесы «Заговор чувств».

## Сюжет
Первая часть романа написана от лица 27-летнего Николая Кавалерова. Однажды после скандала в пивной он засыпает на ночной улице. Его подбирает и усаживает в свой автомобиль Андрей Бабичев — директор треста пищевой промышленности. Бабичев привозит молодого человека к себе домой, поселяет в одной из комнат и предлагает несложную работу, связанную с корректурой документов и выборкой материалов. При этом хозяин квартиры предупреждает, что диван, предоставленный Кавалерову, принадлежит его приёмному сыну Володе Макарову — известному футболисту и «совершенно новому человеку». Когда Володя вернётся из Мурома, жильё придется освободить.
Чем больше Кавалеров наблюдает за Бабичевым, тем сильнее раздражается. Бабичев создаёт новый сорт колбасы, придумывает названия шоколадным конфетам, строит коммунальную столовую «Четвертак». При этом отличается витальной психикой, крепким здоровьем, отменным аппетитом — является «образцовой мужской особью».
Решив уйти из его квартиры, Кавалеров пишет большое письмо, в котором называет Бабичева «невежественным и тупым сановником и самодуром». Придя с письмом в дом «колбасника», Кавалеров обнаруживает там Володю Макарова. Возникает ссора; Николай покидает квартиру, по ошибке прихватывая с собой другое письмо — Володино. В нём приёмный сын советует Андрею Петровичу не пускать в дом «всякую шпану», а себя называет «человеком индустриальным».
Во второй части повествование ведёт автор. Здесь появляется старший брат Андрея — Иван Бабичев. В детстве он сочинял стихи и музыкальные пьесы, отлично рисовал, много фантазировал; во дворе его называли «механиком». Потом он окончил политехнический институт, но инженером не стал — на жизнь зарабатывал карточными фокусами и рисованием портретов обитателей пивных заведений. Познакомившись с Кавалеровым, Бабичев-старший рассказывает ему о своём проекте — удивительной машине по имени Офелия, которая сможет летать, поднимать тяжести, взрывать горы и заменять кухонную плиту.
В конце романа пребывающий в душевном смятении Кавалеров и уставший от жизненных неудач Иван Бабичев находят приют в доме вдовы Анечки Прокопович, которая жалеет и того, и другого.

## Публикации
По словам писателя Льва Никулина, именно он сообщил членам редколлегии журнала «Красная новь» о романе, написанном Олешей. Для знакомства с «Завистью» было устроено коллективное прослушивание. Среди присутствовавших находился Валентин Катаев, который впоследствии вспоминал, что первая же прочитанная фраза («Он поёт по утрам в клозете») заставила редактора Фёдора Раскольникова вскрикнуть от восторга. Решение о публикации было принято сразу после того, как Олеша дочитал роман до конца; ради «Зависти» Раскольников перекроил два уже подготовленных к выпуску ближайших номера «Красной нови».

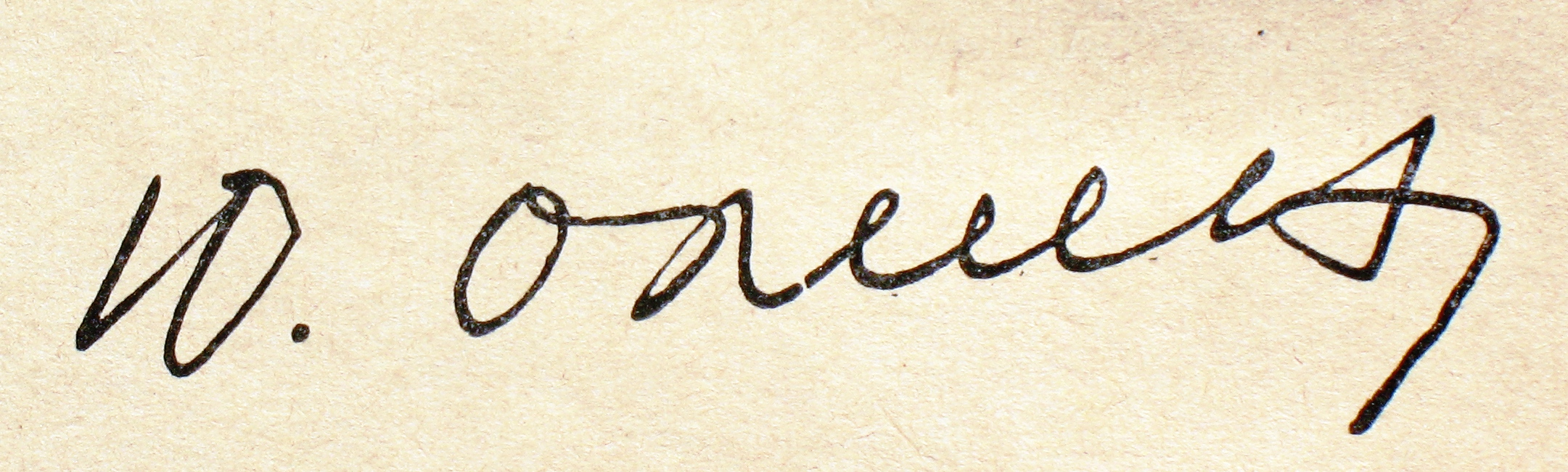
Автограф Юрия Олеши

В 1956 году, когда в Гослитиздате встал вопрос о выпуске избранных произведений Олеши, автор попросил сразу после стихотворного эпиграфа, открывающего сборник, поставить роман «Зависть».
У меня есть убеждение, что я написал книгу «Зависть», которая будет жить века. У меня сохранился её черновик, написанный от руки. От этих листов исходит эманация изящества.

## Анализ

### Персонажи и прототипы
Поступательный ход времени олицетворён в раблезианской фигуре власть имущего «обжоры» Андрея Бабичева, тоску по минувшему воплощает собой его брат Иван, карикатура на Дон Кихота.
Андрей Бабичев — государственный человек, образ которого рисуется в основном Николаем Кавалеровым. По мнению журналиста Вячеслава Полонского, этот персонаж имеет узкий кругозор; он «плоск и пошл». Автор, много рассказывая о его кипучей деятельности и социальном оптимизме, в то же время показывает «изнанку» героя, его холёную спину, по которой критик Аркадий Белинков определил, что Бабичев-младший — это Четвёртый Толстяк, пришедший на смену трём прежним.
Литературовед Игорь Смирнов увидел в одном из образов Андрея Бабичева молодого Маяковского, которого персонаж напоминает и внешне («могучее телосложение, бритая голова, щеголеватость»), и сферой интересов: советского «вельможу» волнуют те же проблемы, что и «автора моссельпромовских стихотворных реклам: „Обёртки конфет (12 образцов) сделайте соответственно покупателю (шоколад, начинка), но по-новому“». Кроме того, Смирновым отмечена биографическая близость Бабичева-младшего с Лениным: речь идёт о схожести историй их семей, в которых отцы возглавляли гимназии, а старшие братья были казнены.
Николай Кавалеров, в отличие от Андрея Бабичева, не имеет богатого революционного прошлого — известно лишь, что его молодость была трудной. Он, подрабатывающий написанием монологов для куплетистов, напоминает литературного героя предыдущего столетия, «по ошибке попавшего в другую страну и другую эпоху». Драма Кавалерова заключается в том, что он сознаёт свой разлад с новым временем, поэтому в письме, адресованном Андрею Бабичеву, называет себя «плохим сыном века».
Мнения исследователей о том, действительно ли образ Кавалерова создавался Олешей с оглядкой на себя, разделились. Так, драматург Лев Славин утверждал, что любые попытки сравнить героя и автора являются большим заблуждением. В то же время писатель Исай Рахтанов отмечал, что Олеша «отдал» Кавалерову некоторые свои привычки — например, умение наблюдать, как «соль спадает с кончика ножа, не оставляя никаких следов». Когда Кавалеров сетует на то, что его не любят вещи, он, по свидетельству Валентина Катаева, опять-таки напоминает Олешу.
Сам Олеша, выступая на Первом съезде советских писателей (1934), признался, что его герой смотрит на мир глазами автора: «Краски, цвета, образы, сравнения, метафоры и умозаключения Кавалерова принадлежат мне».
Иван Бабичев — фигура во многом трагикомическая; это «усиленная линия» Кавалерова; его задача — развивать и доводить до абсурда любые задумки Николая. Персонажей роднит буйство фантазии, причём Бабичев «способен игру воображения довести до гиперболических размеров». В поисках возможных прототипов Ивана литературовед Игорь Сухих выходит на обэриутов с их «жизнью как театром, сумасшествием как нормой и культом бесполезного».
Володя Макаров, характеризуя себя, говорит, что он — «человек-машина». Это персонаж из поколения новых людей, который хочет быть «гордым от работы». Чтобы показать его возможности, Олеша включает в роман главу о матче (это было, по свидетельству Андрея Старостина, первое в советской литературе описание футбола как игры), в котором дружная советская команда побеждает соперников-индивидуалистов из «старого буржуазного мира». Володя — такой же «конструкторский проект» Андрея Бабичева, как и коммунальная столовая «Четвертак». На пути к превращению в машину стоят чувства — Володя способен любить (Валю и Андрея Бабичева), а также ненавидеть и презирать. Но его стремления прозрачны — он хочет стать «Эдисоном нового века».

### Лексика и стилистические особенности
Весь текст «Зависти» — это образец предельно сгущенного, артистически яркого и даже броского импрессионистского видения мира. И автор награждает таким чудесным даром субъекта сознания и речи — Николая Кавалерова, представителя того социального слоя, который в советское время пренебрежительно именовался «гнилой интеллигенцией».
Исследователи особо обращали внимание на первые фразы романа. Поэт Лев Озеров признавался, что начало «Зависти» знает наизусть — «слова ёмкие, неожиданные». Озеров вспоминал, что Олеша перепробовал три сотни вариантов, прежде чем найти нужное звучание первых фраз. После выхода романа рецензенты воспринимали первый абзац как отдельное произведение. Но если Сергей Герасимов услышал в нём «совершенную фортепьянную пьесу», в которой смысл влит в отточенную форму, то писатель Михаил Пришвин был недоволен предложением «Он поёт по утрам в клозете» — он считал, что этой развязной интонации необходимо противопоставить «целомудренное слово „нужник“». Длинный монолог Кавалерова, представленный в первой части «Зависти», — это «пиршество воображения», тогда как речь Андрея Бабичева изобилует канцеляритом («Так собираемая при убое кровь может быть перерабатываема или в пищу для изготовления колбас»).

### Культурологические параллели
Деструктивно-фантастическая «Офелия», которую планировал создать Иван Бабичев в противовес коммунальной столовой «Четвертак», — это вариация на тему всесилия машин, которую в литературе развивал Гофман (новелла «Песочный человек»), а в кино — Фриц Ланг (фильм «Метрополис»). Ситуация, когда Кавалеров, изгнанный из пивного заведения, оказывается на улице, напоминает сюжет из «Голода» Кнута Гамсуна:
Обездоленные персонажи у Гамсуна и Олеши одинаково вынашивают великие творческие планы, но вынуждены довольствоваться литературной поденщиной: один печатает время от времени фельетоны в газете, другой зарабатывает на жизнь куплетами для эстрады.
Ключевая тема, давшая название произведению, восходит к роману Эжена Сю «Envie» («Зависть»), герой которого Фредерик Бастьен избавляется от комплекса неполноценности с помощью старшего товарища Генриха Давида. В романе Олеши Андрею Бабичеву не удаётся освободить от зависти Николая Кавалерова, и его наставником становится Иван Бабичев. К предтечам романа относится и пьеса Леонида Андреева «Царь Голод», в которой действует Звонарь, поющий песни о скоротечности бытия. Ассоциация с этим персонажем возникает в эпизоде, когда из звона колоколов в воображении Кавалерова складывается песня про Тома Вирлирли.

## Отзывы о романе
Сразу после публикации «Зависти» прозвучали положительные отклики от самых разных людей. Максим Горький, оценив «хорошую дерзость» молодого писателя, включил Олешу в число авторов, чьи произведения он читает «охотно, даже с жадностью». Вячеслав Полонский, посвятивший роману Олеши статью «Преодоление „Зависти“», отметил, что автор не только образно видит мир — он «в превосходной степени владеет способностью мир образно построить». Весьма доброжелательно отозвались о романе Ходасевич и Набоков. К числу тех, кто достаточно живо отреагировал на книгу Олеши, относился нарком просвещения РСФСР Анатолий Луначарский, который в одной из статей отметил «исключительную талантливость» романа, но при этом усомнился в необходимости разрабатывать образы Кавалерова и Ивана Бабичева «не только с большой долей знания их переживаний, но и с некоторой симпатией». Находившийся под влиянием Олеши молодой писатель Виктор Дмитриев взял себе псевдоним «Николай Кавалеров».
Строки романа входили в обиход, становились поговорками, и казалось, что имена героев романа станут нарицательными, как имена Хлестакова и Тартарена.
Писательница Нина Берберова в книге «Курсив мой» признавалась, что знакомство с «Завистью» стало для неё сильнейшим литературным впечатлением, а в авторе романа она увидела человека, владеющего «интонацией, гротеском, гиперболой, музыкальностью и неожиданными поворотами воображения». Созданные в романе образы Андрея и Ивана Бабичевых стали основой для полемики в литературоведении конца 1920-х годов. Одни критики полагали, что автор с «равной страстностью» осуждает обоих братьев, противопоставляя им «их молодые отражения — Макарова и Кавалерова»; другие обнаруживали «колебания» и «двойственные чувства» автора по отношению к этим персонажам.
Финал романа также вызвал разноречивые отзывы. Если Виктор Шкловский назвал развязку «Зависти» «катарсисом, очищением чувств, снятием боли красотой необходимости», то Максим Горький в письме к Всеволоду Иванову заметил, что «Конец „Зависти“ неубедителен, смят».
В 1970-х годах дискуссии вокруг «Зависти» возобновились: поводом к ним стала книга Аркадия Белинкова «Сдача и гибель советского интеллигента. Юрий Олеша». Белинков пришёл к выводу, что Васисуалий Лоханкин из «Золотого телёнка» был создан как «опровержение» Николая Кавалерова и между этими персонажами есть сходство.

## Сценическая версия
В 1929 году на основе романа Олешей была написана пьеса «Заговор чувств», спектакль по которой поставила труппа Театра имени Вахтангова. Мнения о сценической версии расходятся: если Лев Никулин считал, что пьеса не имела того успеха, что выпал на долю романа, то театральный критик Павел Марков утверждал, что «Заговор…» оказался более широким и крупным произведением, чем «Зависть».
В «Заговоре чувств» отсутствует один из романных персонажей — Володя Макаров. «Король пошляков» Иван Бабичев, иронизирируя над мещанством, носит с собой пуховую подушку. Яркий, но бессмысленный бунт Николая Кавалерова завершается на перинах вдовы Ани Прокопович. В пьесе Олеша «издевается, гиперболизирует, насмешничает».
В театре имени Вахтангова (1929) постановку осуществили режиссёр Алексей Попов и художник Николай Акимов. В спектакле были заняты Освальд Глазунов (Андрей Бабичев), Анатолий Горюнов и Борис Захава (Иван Бабичев), Владимир Москвин и Александр Козловский (Николай Кавалеров).